# プロト・プログ
プロト・プログ（proto-prog、proto-progressive＝原始プログレッシブの略）は、プログレッシブ・ロック・ミュージックの最初の波に関連する最も初期の成果であり、当時は「プログレッシブ・ポップ」として知られていた。このようなミュージシャンは、通常、伝統的なロックの影響を受けない近代音楽やその他のジャンルからの影響を受けた。彼らはしばしば、より長く複雑な作曲、メドレーとして相互につなげられた歌、スタジオでの作曲を採用した。その動向を予見するだけでなく、プログレッシブ・ロックを開発するにあたって不可欠だったアーティストの中には、ビートルズ、ビーチ・ボーイズ、ドアーズ、プリティ・シングス、ゾンビーズ、バーズ、グレイトフル・デッド、ピンク・フロイドなどがある。

## 定義

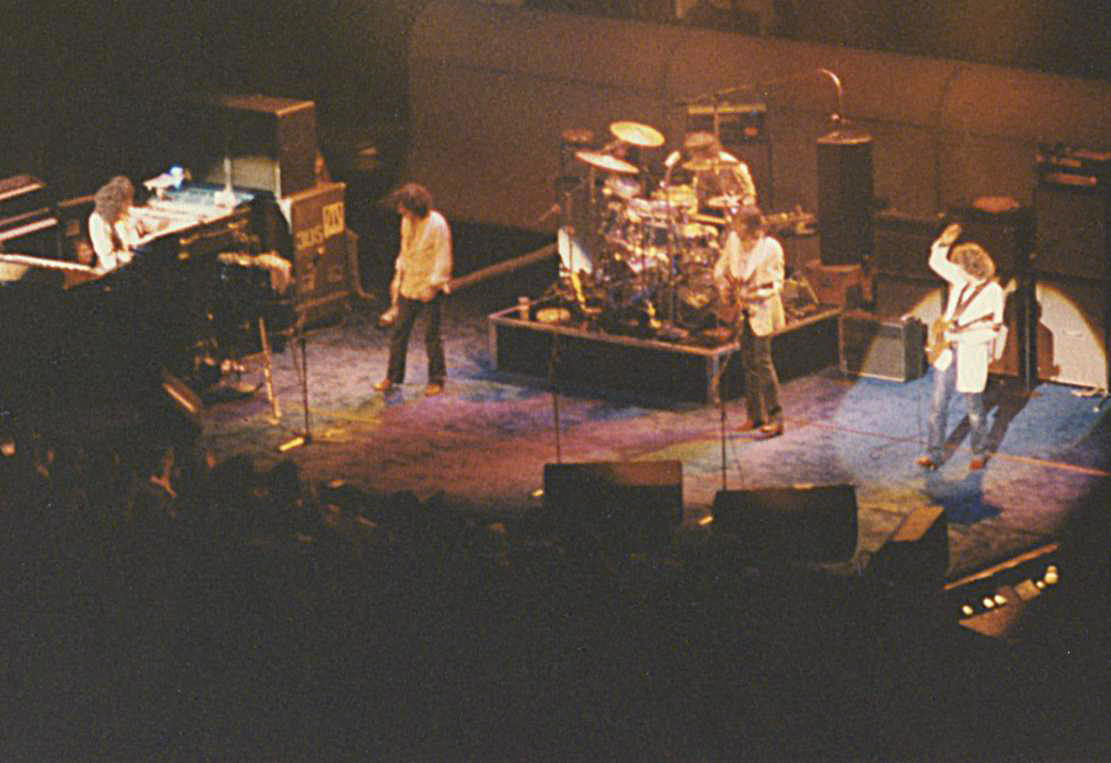
ムーディー・ブルース（1978年）

英国で「プログレッシブ」スタイルという方向性が1960年代後半に登場したが、1967年までに、プログレッシブ・ロックは緩やかに関連付けられたスタイル・コードによる多様性を構成するようになっていった。「プログレッシブ」というラベルが到着すると、その音楽は「プログレッシブ・ロック」と呼ばれる前に「プログレッシブ・ポップ」と呼ばれた。「プログレッシブ」という用語は、標準的なポップ・ミュージックの公式を打ち破ろうとする幅広い試みを指している。
音楽ライターのドイル・グリーンは、「プロト・プログ」というラベルが「後期のビートルズやフランク・ザッパ」、ピンク・フロイド、ソフト・マシーン、そしてユナイテッド・ステイツ・オブ・アメリカにまで広がると信じている。プログレッシブ・ロック本の著者であるエドワード・マカンは、ナイス、ムーディー・ブルース、ピンク・フロイドなどのサイケデリック・バンドがプログレッシブ・スタイルの最初の波であり、イギリスのプログレッシブ・ロックの最初の波だと言っている。逆に、学者のポール・ヘガティとマーティン・ハリウェルは、ビートルズ、ビーチ・ボーイズ、ドアーズ、プリティ・シングス、ゾンビーズ、バーズ、グレイトフル・デッド、ピンク・フロイドを「単にプログレの先駆者としてだけでなく、その初期の進歩における本質的な発展」として特定している。
当時、批評家は一般に、キング・クリムゾンのアルバム『クリムゾン・キングの宮殿』（1969年）を、ムーディー・ブルース、プロコル・ハルム、ピンク・フロイド、ビートルズに代表される1960年代後半のプログレッシブ・ロックの論理的な拡張と発展であると考えていた。マカンによると、このアルバムは、初期の「プロト・プログレッシブ・バンドを……独特ですぐに認識できるスタイルにするもの」として音楽を結晶化するため、プログレッシブ・ロックに最も影響を与える可能性があるとしている。彼は、1970年代の「クラシック」プログと、1960年代後半のプロト・プログを、プロト・プログレッシブ・バンドが引き続きサイケデリック・ロックの要素を意識的に拒否しているかどうかで区別している。

## 代表的なアーティスト
- ビートルズ (The Beatles)[9] ※後期[5]
- キング・クリムゾン (King Crimson)[11]
- ピンク・フロイド (Pink Floyd)[5][2]
- ムーディー・ブルース (The Moody Blues)[2][9]
- ナイス (The Nice)[2]
- プロコル・ハルム (Procol Harum)[9]
- ソフト・マシーン (Soft Machine)[5]
- ユナイテッド・ステイツ・オブ・アメリカ (The United States of America)[5]
- フランク・ザッパ (Frank Zappa)[5]